# Every Morning
Singles de Basshunter
Walk on Water
(2009) I Promised Myself
(2009)
Every Morning est le premier single de Basshunter issu de son deuxième album au Royaume-Uni, Bass Generation. Le single est sorti le 21 septembre 2009. Il a également été présenté sur Ministry of Sound annuelle de 2010.

## Classements
| Classement (2009)                  | Meilleure position |
| ---------------------------------- | ------------------ |
| Suède Classement single            | 13                 |
| Nouvelle-Zélande Classement single | 14                 |
| Irlande Classement single          | 17                 |
| Royaume-Uni Classement single      | 17                 |
| Allemagne Classement single        | 76                 |
| Europe Classement single           | 49                 |